# Letheobia somalica
Letheobia somalica — вид змій родини сліпунів (Typhlopidae). Ендемік Ефіопії.

## Поширення і екологія
Letheobia somalica мешкають на Ефіопському нагір'ї. Вони живуть на луках, в лісах і саванах, трапляються на полях і  в людських поселення. Зустрічаються переважно на висоті від 1800 до 2200 м над рівнем моря.